# Băile Herculane
Băile Herculane (węg. Herkulesfürdő, niem. Herkulesbad) – miasto w południowo-zachodniej Rumunii, w Karpatach Południowych (Okręg Caraș-Severin).
W mieście, znane od czasów rzymskich, uzdrowisko z gorącymi (temperatura do 65 °C) źródłami radioaktywnymi. Liczba mieszkańców w 2003 roku wynosiła ok. 6 tys.
W mieście jest stacja kolejowa Băile Herculane.
W czasie II wojny światowej w Baile Herculane internowane były rodziny członków ostatniego rządu przedwrześniowego II RP, m.in. Ulrychowie i Kalińscy.